# Okręgowe rozgrywki w piłce nożnej woj. wileńskiego (1935)

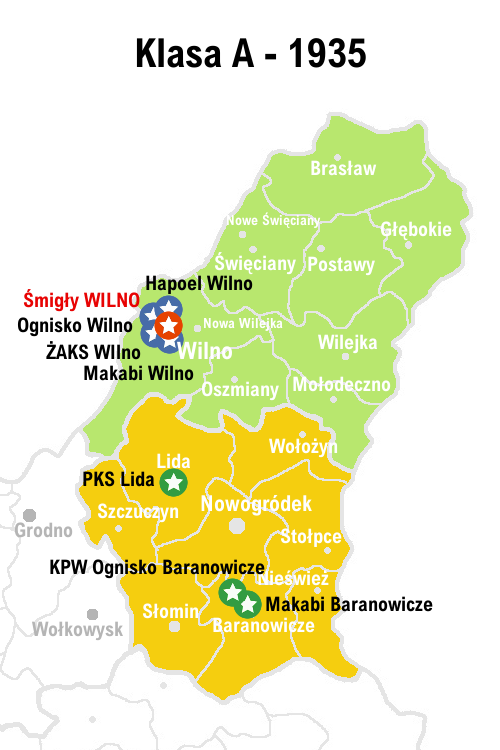
Kluby uczestniczące w Wileńskiej Klasie A w 1935 roku

13. Okręgowe rozgrywki w piłce nożnej województwa wileńskiego prowadzone są przez Wileński Okręgowy Związek Piłki Nożnej.
Podokręg Baranowicki

Drużyny z województwa nowogródzkiego występują w rozgrywkach tzw. prowincjonalnej klasy A i B.
Mistrzostwo Okręgu Wileńskiego zdobył Śmigły Wilno.
| Rozgrywki | Poziomy rozgrywkowe w sezonie 1935 | Poziomy rozgrywkowe w sezonie 1935 | Poziomy rozgrywkowe w sezonie 1935 | Poziomy rozgrywkowe w sezonie 1935   | Poziomy rozgrywkowe w sezonie 1935 |
| --------- | ---------------------------------- | ---------------------------------- | ---------------------------------- | ------------------------------------ | ---------------------------------- |
| Centralne | I poziom ligowy                    | Liga                               | Liga                               | Liga                                 | Liga                               |
| Okręgowe  | II poziom ligowy                   | Klasa A (Wileńska)                 | Klasa A (Wileńska)                 | Klasa A (Baranowicka)                | Klasa A (Baranowicka)              |
| Okręgowe  | III poziom ligowy                  | Klasa B gr. (Wileńska)- Nie grała  | Klasa B gr. (Wileńska)- Nie grała  | Klasa B gr. (Baranowicka) gr. rezerw |                                    |

## Rozgrywki ogólnopolskie
WKS Śmigły wystąpił w eliminacjach do Ligi, zwyciężając IV grupę, następnie poległ w półfinale z zespołem Czarnych Lwów.

## Klasa A – II poziom rozgrywkowy
Mecze o mistrzostwo WOZPN, zwyciężyła drużyna Śmigłego, która pokonała w dwumeczu zespół KPW Ognisko Baranowicze.
```
21.07. – KPW Baranowicze: Śmigły 2:6
28.07. – Śmigły: KPW Baranowicze (brak wyniku)
```

Grupa Wileńska
| Poz. | Drużyna          | M | Z | R | P | Bramki | Punkty | Opis                    |
| ---- | ---------------- | - | - | - | - | ------ | ------ | ----------------------- |
| 1    | Śmigły Wilno     | 7 | 5 | 2 | 0 | 39-5   | 12     | Przegrane elim. do ligi |
| 2    | Ognisko Wilno    | 7 | 4 | 1 | 2 | 26-19  | 9      |                         |
| 3    | Makabi Wilno     | 7 | 3 | 2 | 2 | 17-12  | 8      |                         |
| 4    | ŻAKS Wilno       | 5 | 0 | 1 | 4 | 1-21   | 1      |                         |
| 5    | Hapoel Wilno (b) | 4 | 0 | 0 | 4 | 4-30   | 0      |                         |

- Tabela na podstawie wyników prasowych, kolejność prawidłowa. Brak wyników 5 meczów.
- Przed sezonem nastąpiła fuzja Drukarza z Ogniskiem.
- RŻKS Hapoel (Robotniczy Żydowski KS)

Mecze:

- 1 runda
- 25.05. - Ognisko: Hapoel 10:3
- 26.05. - ŻAKS: Makabi 1:1
- 31.05. - Śmigły: Hapoel 10:1
- 2.06. – Śmigły: Makabi 2:2
- 2.06. – Ognisko: ŻAKS 1:0
- 15.06. – Śmigły: Ognisko 8:0
- 16.06. – Makabi: Hapoel 3:0
- 22.06. – Śmigły: ŻAKS 7:0
- 23.06. – Ognisko: Makabi 1:2
- ŻAKS: Hapoel (brak) zw. ŻAKS
- 2 RUNDA
- 6.07. – Hapoel: Ognisko 0:7
- 7.07. – Makabi: ŻAKS 5:0
- 13.07. – Makabi: Ognisko 4:5
- 14.07. – ŻAKS: Śmigły 0:7
- Hapoel: ŻAKS (brak)
- Hapoel: Makabi (brak)
- ŻAKS: Ognisko (brak)
- 19.07. – Hapoel: ŚMigły (brak)
- 20.07. – Makabi: Śmigły 0-3vo
- 20.07. – Śmigły: Ognisko 2:2

Grupa Baranowicka
| Poz. | Drużyna                 | M | Z | R | P | Bramki | Punkty | Opis                         |
| ---- | ----------------------- | - | - | - | - | ------ | ------ | ---------------------------- |
| 1    | KPW Ognisko Baranowicze | 2 | 2 | 0 | 0 | 4-1    | 4      | przegr. mecze o mistrz.WOZPN |
| 2    | Makabi Baranowicze      | 2 | 0 | 0 | 2 | 1-4    | 0      |                              |
| 3    | PKS Lida                |   |   |   |   |        |        | spadek                       |

- Ognisko Baranowicze jest także określane jako KPW Baranowicze.
- Znane wyniki:

– 2.06. – Ognisko: Makabi 2:1

– 7.07. – Makabi: Ognisko 0:2

## Klasa B – III poziom rozgrywkowy
Grupa Wileńska

Przed rozgrywkami w 1935r. władze WOZPN zdecydowały zlikwidować wileńską klasę B (zwaną miejską), a jedyny klub, który mógłby teoretycznie awansować, czyli Hapoel, postanowiono przenieść do klasy A. Nie są znane dokładne powody takiej decyzji, ale najprawdopodobniej były to wysokie koszty utrzymania rozgrywek klasy, gdzie występowały same drużyny rezerw. Z informacji prasowych można wywnioskować, że Hapoel nie wywalczył awansu w normalnych rozgrywkach.
Grupa Baranowicka

Brak informacji dotyczących występujących drużyn w Baranowickiej klasie B. Prawdopodobnie występowały tam drużyny z Baranowicz, Nowogródka i Słonimia, pewne jest, że awansowała drużyna KPW Ognisko Mołodeczno.
Grupa Baranowicka
| Poz. | Drużyna                | M | Z | R | P | Bramki | Punkty | Opis  |
| ---- | ---------------------- | - | - | - | - | ------ | ------ | ----- |
| 1    | KPW Ognisko Mołodeczno |   |   |   |   |        |        | awans |
| ?    | Makabi Nowogródek      |   |   |   |   |        |        |       |
| ?    | Makabi Słonim          |   |   |   |   |        |        |       |
| ?    | KPW Ognisko Lida       |   |   |   |   |        |        |       |

Grupa rezerw – Baranowicka
| Poz. | Drużyna                    | M | Z | R | P | Bramki | Punkty |
| ---- | -------------------------- | - | - | - | - | ------ | ------ |
| ?    | KPW Ognisko II Baranowicze |   |   |   |   |        |        |
| ?    | Makabi II Baranowicze      |   |   |   |   |        |        |
| ?    | PKS II Lida                |   |   |   |   |        |        |